# One Hundred Years Ago
One Hundred Years Ago è un cortometraggio muto del 1911 diretto da Gaston Mervale. Era interpretato da Louise Carbasse, un'attrice che andò poi a lavorare a Hollywood, cambiando il proprio nome in quello di Louise Lovely.

## Produzione
Fu il primo film prodotto dall'Australian Life Biograph Company, una compagnia attiva negli anni 1911-1912. Produsse sette film, diretti da Gaston Mervale e interpretati da Louise Carbasse, all'epoca sedicenne, che diventò la più famosa attrice australiana. I due girarono insieme dieci pellicole. L'Australian Life Biograph Company fallì nel maggio 1912, inglobata dall'australiana Universal Pictures.

## Distribuzione
La prima del film si tenne al West's Princess Theatre and Palace Theatre di Sydney l'8 maggio 1911.